# Yves Moraine
Pour les articles homonymes, voir Moraine.
Yves Moraine, né le 20 janvier 1970 à Aix-en-Provence (Bouches-du-Rhône), est un avocat et homme politique français. Ancien maire du 4e secteur de Marseille, il était président du groupe Les Républicains au conseil municipal de Marseille de 2014 à 2020. Il est condamné en 2025 dans une affaire de procurations frauduleuses établies à l'occasion des élections municipales de 2020.

## Biographie

### Vie professionnelle
Yves Moraine décroche une maîtrise Carrières judiciaires puis un DEA de Droit privé, et prête le serment d'avocat le 3 janvier 1996 au Barreau de Marseille. 
En 2010, alors qu'il est Président du groupe UMP à Marseille, la presse révèle qu'il est l'avocat des taxis Marseille, épinglés pour un mélange des genres entre la Mairie, l'UMP et les sociétés de taxi.

### Vie politique
Inscrit sur la liste de Jean-Claude Gaudin, Yves Moraine obtient son premier mandat lors de la campagne des élections municipales de 1995 : Chargé de la communication en tant qu'adjoint au Maire  des 6e et 8e arrondissements. 
Six ans plus tard, lors des élections municipales de 2001, il est élu conseiller municipal de Marseille toujours dans le même secteur. Jean-Claude Gaudin étant réélu maire de Marseille lors élections municipales de 2008, Yves Moraine devient le président du groupe majoritaire au conseil municipal. 
Aux Municipales de 2014, Yves Moraine est en 3e position sur la liste de Jean-Claude Gaudin pour les 6e et 8e arrondissements. Celle-ci récoltant 50,08 % des voix dès le premier tour, Yves Moraine devient maire de ces deux arrondissements, remplaçant Dominique Tian, qui devient premier adjoint au maire. 
Lors des élections départementales de 2015 dans les Bouches-du-Rhône, il est candidat sur le canton de Marseille-12 en tandem avec Sabine Bernasconi, conseillère générale sortante et maire des 1er et 7e arrondissements de Marseille. Ils sont élus au 2d tour avec 70,03% des voix. Au sein du conseil départemental, où la droite est devenue majoritaire, Martine Vassal lui confie la délégation de l’Administration générale et des Marchés publics ainsi que la présidence de la Commission d’Appel d’Offres.
Investi par son parti Les Républicains lors des élections législatives de 2017, il est candidat dans la 5e circonscription des Bouches-du-Rhône, qui comprend une partie du 6e arrondissement de Marseille, et les  4e et 5e arrondissements. Il est battu dès le premier tour, n'arrivant qu'en troisième position, derrière Cathy Racon-Bouzon, candidate LREM et Hendrik Davi, candidat LFI.
Au lendemain de l'effondrement des immeubles de la rue d'Aubagne, sa présence à une soirée festive sur le thème du chocolat avec Laure-Agnès Caradec, adjointe à l'urbanisme, est vivement critiquée dans les médias,.

### Affaire des procurations frauduleuses
Entre les deux tours des élections municipales de 2020 à Marseille, il est impliqué dans la récupération de procurations « simplifiées », qui évitent de se déplacer au commissariat,:  « Nous pensions que les conditions de vérification de l'identité serait assouplies vu la situation sanitaire. Et qu'une simple signature suffirait » . Près de 200 procurations frauduleuses ont été réalisées, dont une cinquantaine pour des résidents d'un Ehpad du 12e arrondissement, souffrant pour certains d'Alzheimer. En septembre de la même année, il passe 36 heures en garde à vue avec huit autres personnes dans l'enquête sur des soupçons de fausses procurations dans l'entre-deux-tours des municipales,,. En avril 2024, avec cinq autres acteurs de l’affaire, il comparait dans une procédure de reconnaissance préalable de culpabilité, immédiatement ajournée,. Il est jugé dans cette affaire en septembre 2024,, et condamné en 2025 à six mois de prison avec sursis et un an d'inéligibilité